# Баласагун
Баласагун (на киргизки: Баласагун; на турски: Balasaghun; на китайски: 八剌沙衮; на персийски: بلاساغون) е средновековен град, намиращ се на територията на Чуйска област в днешен Киргизстан.
Градът е основан от Согдиана през 9 век и бързо се превръща в тяхна столица. През 11 век е превзет от каракитаните и става столица на Кара Китай. Населението е предимно мюсюлманско, но има и голяма християнска общност, изповядваща несторианство. През 1218 година Баласагун е превзет от монголците, които го наричат Гобалик („хубав град“). Скоро след това той започва бързо да запада и до 14 век престава да съществува.
Днес от града е оцеляла само минарето Бурана, чиято височина е 24 метра. При построяването височината на кулата е била 46 метра, но серия от земетресения през вековете ѝ нанасят тежки поражения. Сегашната постройка е до голяма степен реставрация от 1970-те години. Значителни останки от града са запазени под формата на петроглифи, наречени бал-бал.